# درتسو
درتسو (به ایتالیایی: Drezzo) یک کومونه در ایتالیا است که در استان کومو واقع شده‌است.

## خصوصیات
درتسو ۱٫۹ کیلومترمربع مساحت و ۱٬۰۸۸ نفر جمعیت دارد.